# Щільність пікселів
Пікселі на дюйм (англ. Pixels per inch (ppi) (вимовляється як пі-пі-ай)) або пікселі на сантиметр (англ. pixels per centimetre (ppcm)) — одиниця вимірювання щільності пікселів.
Застосовується для зазначення роздільної здатності при введенні або виведенні графіки. Вимірюється числом пікселів, що припадають на дюйм поверхні. Не варто плутати з dpi, оскільки деякі принтери при друку ставлять точки без змішування фарб і це вимагає істотно більшої кількості точок на дюйм, щоб адекватно відобразити потрібний колір.
Так, позначення, що фотомашина друкує фотографії з роздільною здатністю 254 dpi, означає, що на дюйм (2,54 см) припадає 254 точки. Це означає, що кожен піксель зображення має розмір 0,1×0,1 мм.
Розуміння співвідношення дюймів до пікселів важливо знати, коли маєш справу із зображеннями. Дюйм - поширена одиниця виміру як в Інтернеті, так і в офлайні. Але коли розмір зображення змінюється в Інтернеті, необхідно знати, як перетворити дюйми в пікселі.

## Основні принципи
Оскільки більшість цифрових апаратних пристроїв використовують крапки або пікселі, розмір носія інформації (в дюймах) та кількість пікселів (або крапок) безпосередньо пов’язані з 'пікселями на дюйм'. Наступна формула визначає кількість пікселів по горизонталі або вертикалі, враховуючи фізичний розмір формату носія інформації та пікселів на дюйм вихідних даних:
{\displaystyle {\text{Number of Pixels}}={\text{Size in Inches}}*{\text{PPI}}},
де Number of Pixels позначає кількість пікселів, Size in Inches — розмір носія інформації (медіа) в дюймах, PPI — пікселі на дюйм.
Пікселі на дюйм (або пікселі на сантиметр) описують деталізацію файлу зображення, коли розмір відображення або друку відомий. Наприклад, надруковане на 2-х дюймовому квадраті зображення розміром 100×100 пікселів, матиме роздільність 50 пікселів на дюйм. В багатьох програмах редакторах зображень при створенні нового зображення є можливість вказати пристрій виведення і PPI (пікселі на дюйм).

## Розрахунок щільності (PPI) монітора
Теоретично PPI може бути розрахована з розміру діагоналі екрана в дюймах і роздільності в пікселях (ширина і висота). Це може бути зроблено в два етапи:
1. Розрахувати діагональну роздільність в пікселях з використанням теореми Піфагора:
{\displaystyle d_{p}={\sqrt {w_{p}^{2}+h_{p}^{2}}}}
2. Обчислити PPI:
{\displaystyle PPI={\frac {d_{p}}{d_{i}}}}
де
- {\displaystyle d_{p}} — діагональна роздільність в пікселях,
- {\displaystyle w_{p}} — ширина роздільності в пікселях,
- {\displaystyle h_{p}} — висота роздільності в пікселях і
- {\displaystyle d_{i}} — розмір діагоналі в дюймах (це число оголошується як розмір дисплея).

Наприклад, для 21,5-дюймового (54,61 см) екрана з роздільністю 1920×1080 (в якому {\displaystyle w_{p}} = 1920, {\displaystyle h_{p}} = 1080 і {\displaystyle d_{i}} = 21.5), одержимо 102,46 PPI; для типового 10,1-дюймового екрана нетбука з розширенням 1024×600 (в якому {\displaystyle w_{p}} = 1024, {\displaystyle h_{p}} = 600 і {\displaystyle d_{i}} = 10,1), одержимо 117,5 PPI.
Зауважимо, що ці розрахунки можуть бути не дуже точними. Часто екрани рекламовані як «Х-дюймовий екран» можуть мати різні реальні фізичні розміри видимої області, наприклад:
- Apple iMac середини 2011 рекламується як «глянцевий широкоформатний TFT-екран з діагоналлю 21,5 дюйма»[2] , але його реальна видима область становить 545,22 мм або 21 465 дюймів.[3] Точніші цифри збільшують розрахункове PPI зі 102,46 (при 21,5) до 102,63.
- 20-дюймовий (50,8 см) монітор HP LP2065 має реальну видиму область 20,1 дюйма (51 см).[4]

## Введення метричної системи
У цифровій індустрії часто використовується «пікселів на сантиметр» замість «пікселів на дюйм».

## Підтримка форматів файлів зображень
В таблиці нижче описано підтримку щільності пікселів популярними форматами файлів зображень.
| Формат      | Одиниці вимірювання | Растр / вектор | Multi-page | Per-page size | Size in lengths for image or page | Щільність                                                                                      |
| ----------- | ------------------- | -------------- | ---------- | ------------- | --------------------------------- | ---------------------------------------------------------------------------------------------- |
| AI          | Довжина або піксель | Обидва         | Ні         | Ні            | Explicit for length. No for pixel | Implicit for included raster images                                                            |
| EPS         | Довжина             | Обидва         | Так        | Так           | Explicit                          | Explicit DPI (PPI) for rasterized images, fonts or effects                                     |
| GIF         | Піксель             | Растр          | Так        | Ні            | Ні                                | Ні                                                                                             |
| ICO         | Піксель             | Растр          | Так        | Так           | Ні                                | Ні                                                                                             |
| JPEG        | Піксель             | Растр          | Ні         | Ні            | Implicit when density is set      | Optional PPI or PPCM, 2 bytes each for horizontal and vertical directions                      |
| PDF         | Довжина             | Обидва         | Так        | Так           | Explicit                          | Explicit DPI (PPI) for rasterized images, fonts or effects                                     |
| PNG         | Піксель             | Растр          | Ні         | Ні            | Implicit when density is set      | Optional PPM, 4 bytes each horizontal and vertical directions                                  |
| PPM         | Піксель             | Растр          | Так        | Ні            | Ні                                | Ні                                                                                             |
| PSD and PSB | Довжина або піксель | Обидва         | Ні         | Ні            | Explicit for length. No for pixel | Optional                                                                                       |
| SVG         | Довжина або піксель | Обидва         | Так        | Ні            | Explicit for length. No for pixel | Implicit for included raster images                                                            |
| TIFF        | Піксель             | Обидва         | Так        | Так           | Implicit when density is set      | Optional PPI or PPCM, two 32-bit unsigned integers each for horizontal and vertical directions |
| WebP        | Піксель             | Растр          | Так        | Невідомий     | Невідомий                         | Невідомий                                                                                      |
| XCF         | Піксель             | Обидва         | Ні         | Ні            | Ні                                | Ні                                                                                             |
| Формат      | Одиниці вимірювання | Растр / вектор | Multi-page | Per-page size | Size in lengths for image or page | Щільність                                                                                      |

1. ↑  Length refers to horizontal and vertical size in inches, centimeters, etc., whereas pixel refers only to the number of pixels found along the horizontal and vertical dimension.
2. ↑  Support in SVG differs. The standard supports the floats pixelUnitToMillimeterX, pixelUnitToMillimeterY, screenPixelToMillimeterX and screenPixelToMillimeterY for use in CSS2.[10] Inkscape SVG supports density for PNG export only inkscape:export-xdpi and inkscape:export-ydpi.[11] Adobe stores it even differently.